# Don't Know Why
"Don't Know Why" là một bài hát được viết nhạc bởi Jesse Harris, xuất hiện lần đầu trong album phòng thu năm 1999 của mình Jesse Harris & the Ferdinandos. Đây cũng là đĩa đơn của ca sĩ kiêm nhạc sĩ người Mỹ Norah Jones từ album phòng thu đầu tay của cô Come Away with Me (2002). Mặc dù phiên bản của cô chỉ xếp thứ 13 trên bảng xếp hạng Billboard Hot 100, nhưng đối với cô đó là một thành công trên cả tuyệt vời, thậm chí sau đó album của cô còn bán rất chạy nữa. Đĩa đơn đã giành 3 Giải Grammy bao gồm Thu âm của năm, Bài hát của năm, Trình diễn giọng pop nữ xuất sắc nhất. Đây là bài hit thành công nhất của Norah Jones từ trước đến nay khi là đĩa đơn duy nhất của cô lọt vào tốp 40 Billboard Hot 100. Bài hát được xếp thứ 459 trong hạng mục "500 Greatest Songs Since You Were Born" của tạp chí Blender.

## Bảng xếp hạng

### "Don't Know Why"
| Xếp hạng (2002–03)              | Vị trí cao nhất |
| ------------------------------- | --------------- |
| Australian Singles Chart        | 5               |
| Austrian Singles Chart          | 56              |
| Dutch Singles Chart             | 86              |
| French Singles Chart            | 74              |
| German Singles Chart            | 82              |
| New Zealand Singles Chart       | 24              |
| US Billboard Hot 100            | 30              |
| US Billboard Adult Contemporary | 4               |
| US Billboard Adult Pop Songs    | 8               |
| US Billboard Pop Songs          | 32              |

### "Don't Know Why" / "I'll Be Your Baby Tonight"
| Xếp hạng (2003)  | Vị trí cao nhất |
| ---------------- | --------------- |
| UK Singles Chart | 67              |

### Xếp hạng năm
| Xếp hạng (2003)      | Vị trí |
| -------------------- | ------ |
| US Billboard Hot 100 | 97     |